# 修罗之门 (游戏)
《修罗之门》是Japan Vistec开发，讲谈社1998年在日本PlayStation上发行的3D格斗游戏。游戏改编自川源正敏的同名漫画。
《Fami通》打给游戏打出12/40的差评，杂志称游戏太过简单，批评角色动作不自然、音画质量不佳、读盘时间过长。杂志还质疑游戏是否“真的是完成品”。《游戏批评》称，游戏比暑假最后两天才做作业还凄惨。